# Ouessantschaap

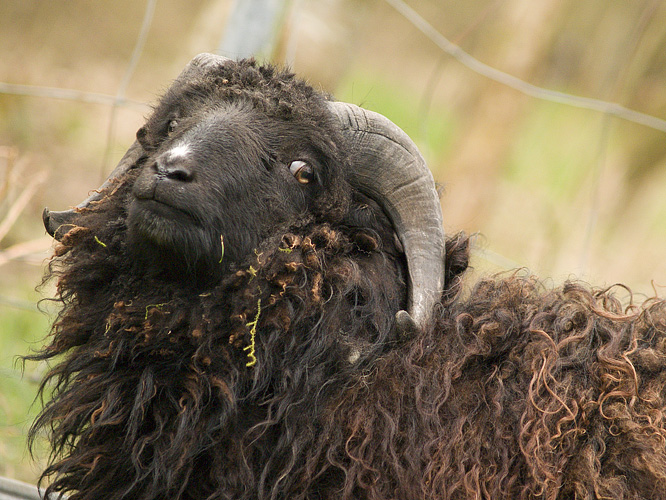
Ouessant-ram

Het Ouessantschaap is genoemd naar het eiland Ouessant voor de kust van Bretagne.
Door het barre klimaat (weinig of geen bomen en dus weinig beschutting en veel wind en regen) en de schrale gronden is het Ouessantschaap een van de kleinste schapenrassen (zo niet het kleinste) ter wereld. De schouderhoogte is ongeveer 45 cm, rammen wegen tot maximaal 20 kg. De ooien werpen doorgaans maar één jong per keer. De rammen hebben relatief grote, gedraaide hoorns.
Er is een theorie dat het Ouessantschaap afstamt van de Scandinavische kortstaartschapen. Rassen zoals het Hebridean, het Sint Kildaschaap, de Manx Loghtan of de North Ronaldsay vertonen veel overeenkomsten met het Ouessantschaap. Verder lijken de uit de Baltische landen en Oost-Pruisen komende skuddeschapen ook veel op Ouessantschapen.
De Fransen beschouwen de zwarte en de witte kleur als oorspronkelijke kleuren. In Nederland ziet de FOS de volgende kleuren als oorspronkelijke kleuren (met tussen haakjes percentages voorkomend in Nederland):
- Zwart (60%)
- Wit (20%)
- Bruin (14%)
- Grijs (6%)

De schimmelkleur (6%) is beslist geen oorspronkelijke Ouessant-kleur. Deze kleur is zo'n dertig jaar geleden in Nederland via kruisen met een ander ras ontstaan.
In verhouding tot het lichaamsgewicht heeft het Ouessantschaap in vergelijking met andere schapenrassen een grote wolopbrengst. Naar verluidt kwam de zwarte wol destijds goed van pas omdat de mannelijke bevolking van Ouessant vooral leefde van de visserij, maar doordat er geregeld schepen vergingen, was men nagenoeg altijd wel voor iemand in de rouw, wat zich dan vertaalde in zwarte kledij.
De oudste schriftelijke vermeldingen van schapen op het eiland Ouessant dateren van het begin van de 17de eeuw, toen missionarissen eindelijk de gevaarlijke overtocht trotseerden. In zijn Nouvelle description de la France uit 1754 beschrijft Jean-Aimar Piganiol de la Force voor het eerst hun kleine afmetingen. Vanaf het begin van de 20ste eeuw wordt het Ouessantschaap geleidelijk verdrongen door grotere, geïmporteerde rassen.
Het ras wordt gered door grootgrondbezitters en edelen op het vasteland die het vanaf de 19de eeuw begonnen te gebruiken als jachtwild, als verfraaiing van hun domein en als goedkope oplossing voor het onderhoud van het grasveld.
Vanaf begin jaren 80 van de twintigste eeuw wordt in Nederland met het Ouessantschaap gefokt. Het uitgangsmateriaal is geïmporteerd uit Frankrijk en België. Tegenwoordig wordt het vooral als 'sierschaap' gehouden door hobbyisten.
De grootste vereniging van fokkers is de Groupement des éleveurs de moutons d'Ouessant (GEMO), gevestigd in Nantes. In België bestaat sinds 2007 de Belgische Ouessantschapen Vereniging (BOV), en in Nederland al sinds 1987 de Fokkersvereniging (oorspr. Fokkersgroep) Ouessantschapen.